# St. Nikolai (Quedlinburg)

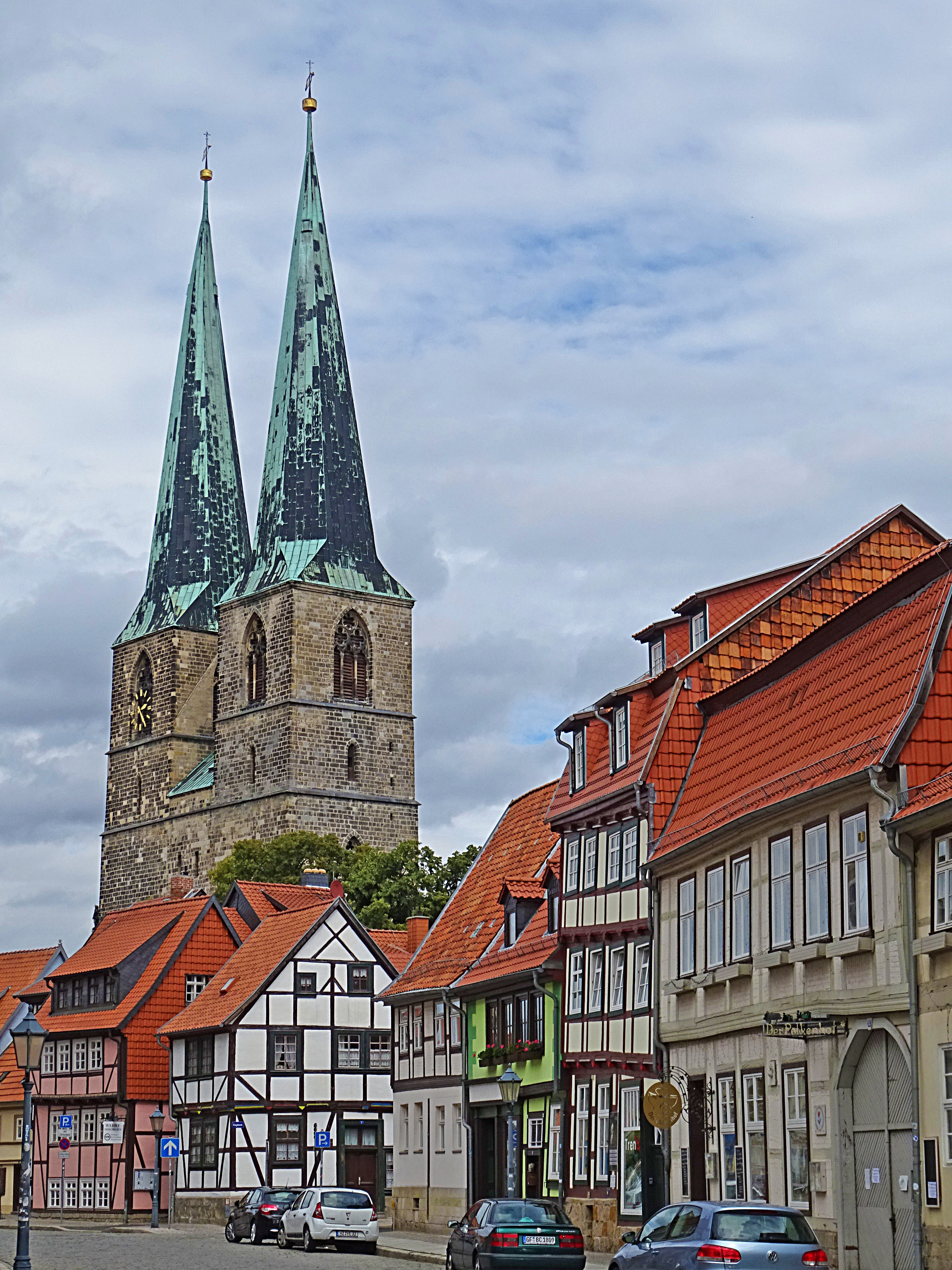
St. Nikolai in Quedlinburg

St. Nikolai in Quedlinburg ist die Pfarrkirche der Neustadt in Quedlinburg. Erstmals urkundlich erwähnt wurde die Kirche im Jahr 1222. Sie ist damit die älteste Kirche des Bezirks Neustadt. Heute ist sie als Kulturdenkmal eingetragen. Sie gehört zur evangelischen Kirchengemeinde Quedlinburg innerhalb der Evangelischen Kirche in Mitteldeutschland.
Erwähnenswert ist die Pastorenehefrau Dorothea Christiane Erxleben, deren Mann Johann Christian Erxleben im 18. Jahrhundert Pastor an der Kirche war. Sie promovierte 1754 an der Universität Halle als erste deutsche Ärztin.

## Baugeschichte
Das Gebäude soll auf Pfählen und Ellernblöcken (aus Ellern, bzw. Erlenholz) in sumpfigem Gelände errichtet worden sein. Ursprünglich war es eine dreischiffige romanische Basilika. In ihrer jetzigen Gestalt ist sie im Westbau frühgotisch, während die übrigen Teile spätgotisch sind. Der Anbau des Chorraums kam im 13. hinzu, weitere Anbauten folgten im 15. Jahrhundert.
Die Hallenkirche besitzt verschiedenartig gegliederte Pfeiler, einen einschiffigen Chor und Doppeltürme. Im 19. Jahrhundert sowie von 1965 bis 1968 wurden die Kirche grundlegend saniert. Jedoch reichten 1968 die Gelder nicht mehr aus um auch noch die bereits schadhaften Türme zu sanieren.
Die Türme sind 72 Meter hoch. Nach zahlreichen Blitzeinschlägen erhielten sie 1878 einen Blitzableiter. Das nördlich angebaute, sogenannte Saigertürmchen am Helm des Nordturms soll die Nordrichtung anzeigen. Es stammt aus dem Barock und enthält das Schlagwerk für die Turmuhr. Die Türme wurden am 13. November 1972 beim Orkan „Quimburga“, dem sogenannten Niedersachsen-Orkan, beschädigt. Beide Turmhelme drohten abzustürzen. Die Anwohner mussten für einige Tage ihre Häuser verlassen. Besonders der Helm des Südturms war beschädigt. Es wurde erwogen die Türme abzutragen. Das geschah aber nicht, da die Türme als weithin sichtbare Landmarke erhalten bleiben sollten.
Die EKD stellte zwischen 1973 und 1975 die Summe von 877.000 D-Mark bereit, damit über ein Kirchenbauprogramm in der DDR dieselbe Summe in DDR-Mark für Sanierungs-Bauleistungen dieses Sakralbaus verfügbar war. Von 1973 (beginnend am Helm des Südturms) bis 1980 wurden die Türme saniert, mit Kupfer eingedeckt, die Wetterfahnen und Knöpfe neu vergoldet. Bei der Gelegenheit wurde in den Nordturm ein neues Uhrwerk eingebaut, das alte war nicht mehr zu gebrauchen. Der Mittelbau zwischen den Türmen wurde in dem Zuge wieder auf sein altes Höhenmaß reduziert. Die mechanische Uhr im Nordturm wurde 1979 vom damaligen „VEB Spezialuhren Leipzig“ gebaut. Seit einigen Jahren werden die Zeiger von einem elektrische Uhrwerk angetrieben, da das mechanische zu störanfällig ist.
Am 1. Dezember 2013 löste sich ein Stück Gewölberippe im südlichen Seitenschiff, woraufhin bis auf den Hohen Chor die Decke überspannt und die Kirche zeitweise gesperrt werden musste. Die Kirchenbücher gaben Aufschluss darüber, dass sich immer wieder Gewölberippen gelöst hatten. Ultraschallmessungen zeigten, dass die historischen, eisernen Verbindungsdübel korrodiert waren. Weitere ungünstige Faktoren waren der weiche Sandstein und der instabile Untergrund. Aus diesen Gründen wurde 2017 damit begonnen, alle Rippensteine aus stabilerem Warthauer Sandstein zu ersetzen. Diese Arbeiten wurden 2021 abgeschlossen.
Östlich der Kirche, Konvent 20a, befindet sich das Pfarrhaus der Gemeinde.

## Ausstattung

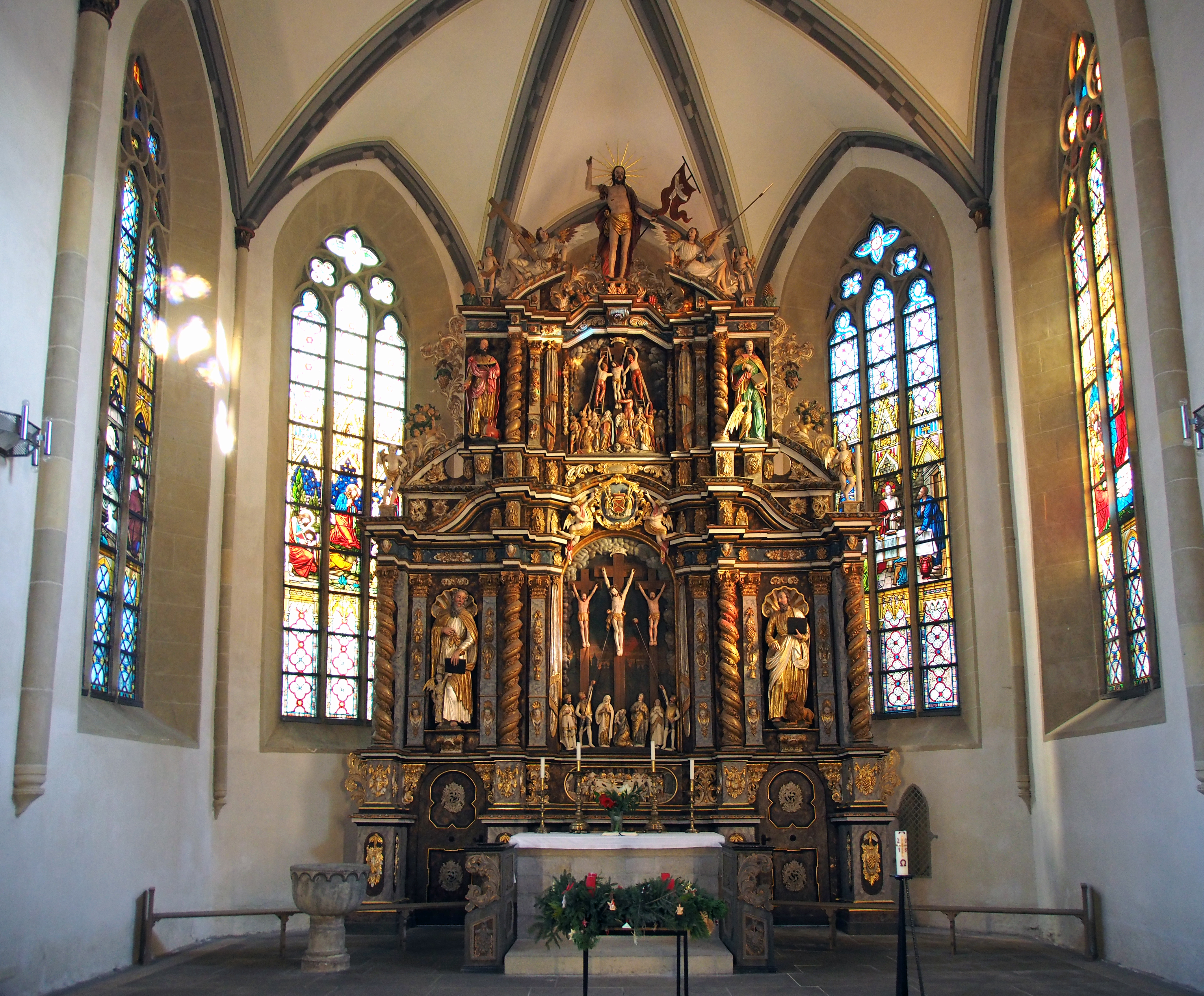
Hochaltar nach Restaurierung

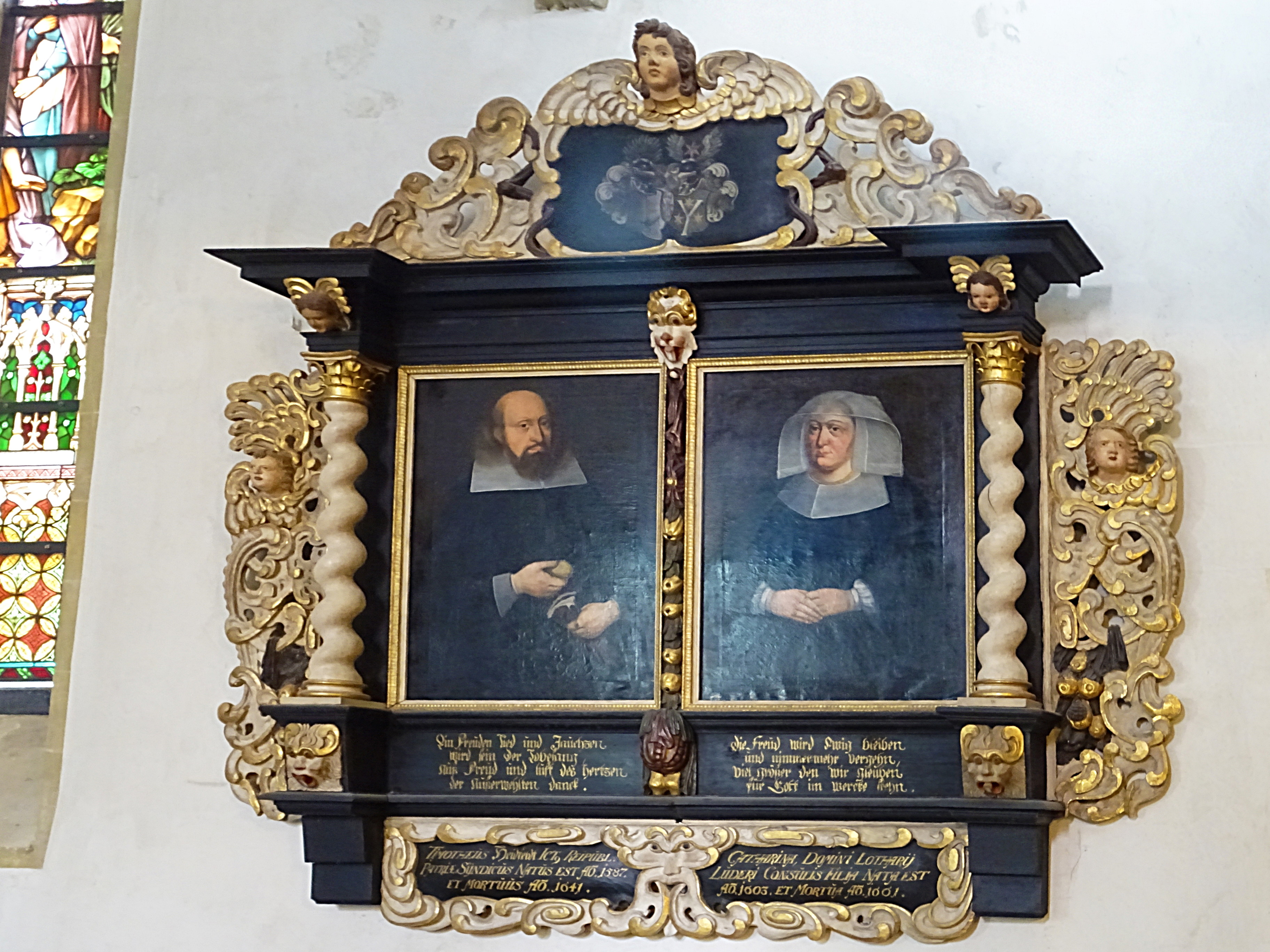
Heidfeld-Epitaph von 1661

Eine Überlieferung aus der Bauzeit der Kirche berichtet von einer Sage, der zufolge ein ortsansässiger Schäfer einen reichen Schatz fand, welchen er für die Erbauung dieser Kirche zur Verfügung stellte. Sie wird daher auch als „Schäferkirche“ bezeichnet. Zwei Schäfer Figuren zieren zwei Ecken der Türme. Die anderen beiden Ecken haben steinerne Hunde als Figuren. Aufgrund der Statik mussten diese Figuren zeitweise herunter genommen werden, waren im Kircheninneren aufgestellt und sind heute wieder an ihren alten Plätzen.
Der Großteil der dekorativen Ausstattung stammt aus dem Barock. Beachtenswert ist der über zehn Meter hohe und sieben Meter breite Altar aus Holz. Er wurde 1712 vom Bildschnitzer Jobst Heinrich Lessen aus Goslar angefertigt. Er zeigt die Szenen Abendmahl, Kreuzigung, Kreuzabnahme und Auferstehung Jesu. Der Altartisch ist vermutlich romanischen Ursprungs. Die Kanzel stammt von 1731, der Taufengel von 1693. Ein 1661 gefertigtes Holzepitaph des Bürgermeisters Timotheus Heidfeld und seiner Frau Catharina und ein frühgotischer Abendmahlkelch sind seit 1928 wieder im Innenraum zu betrachten. Das Taufbecken ist mittelalterlich.
Anfang des 20. Jahrhunderts wurde ein Teil der Fenster mit Glasmalereien versehen (Glasmalerei Ferd. Müller, Quedlinburg).
Nach einem Brand zu Heilig Abend 1996 (ausgelöst durch eine defekte Sitzbankheizung) musste die Kirche umfassend saniert werden, da der Innenraum stark verrußt war, Fenster durch teils geschmolzenes Zinn beschädigt wurden und Teile der Decke sich lösten. Im Zuge der Sanierung wurde die Heizung durch eine Umluftheizung ersetzt und am nördlichen Chor außen eine WC-Anlage installiert. Der Großteil der Kosten wird durch Spenden von Quedlinburger Privatleuten und Firmen aufgebracht, weshalb die Sanierung viele Jahre andauert.

## Orgel

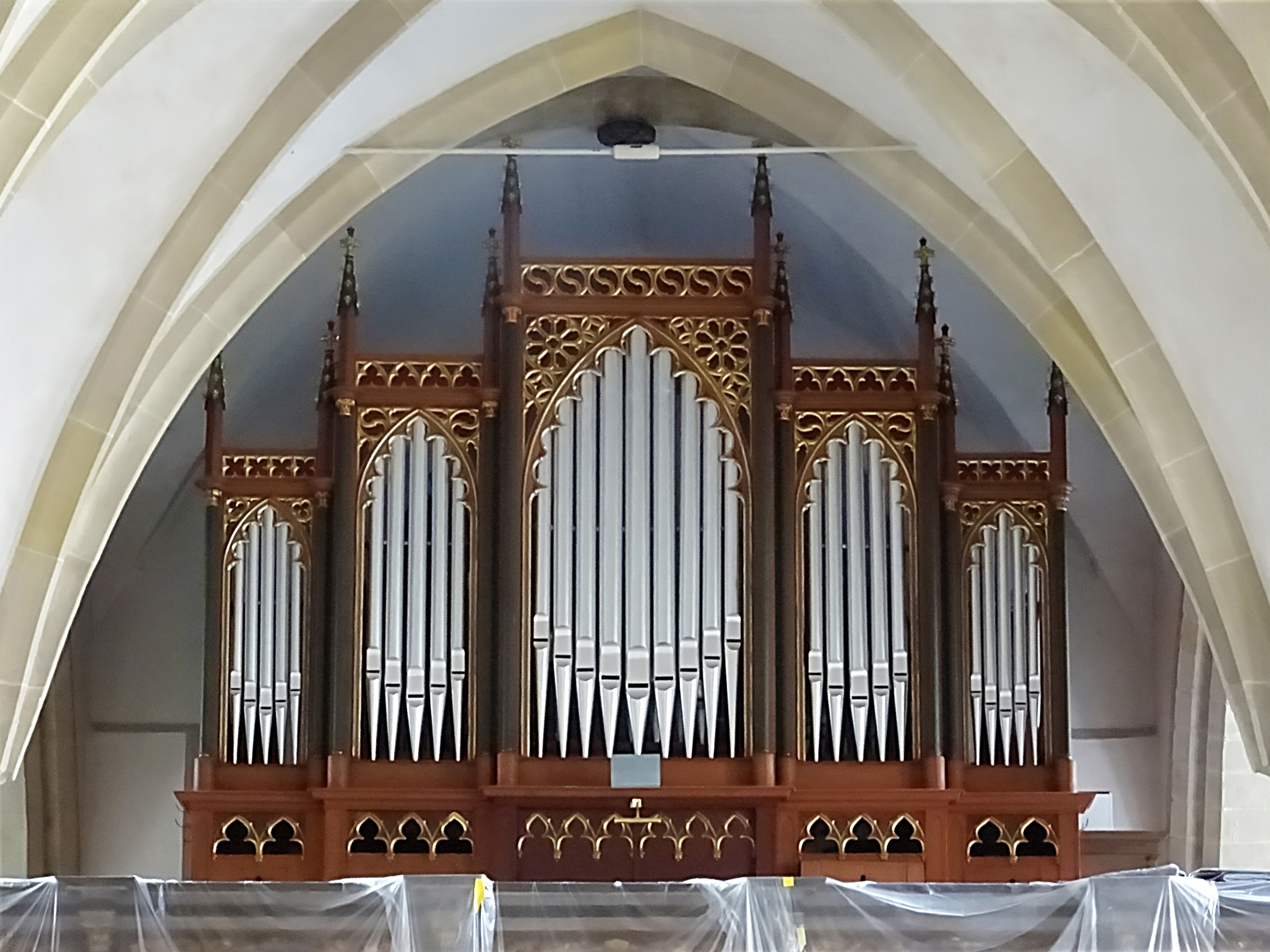
Die Orgel

Die Orgel entstammt dem Hausneindorfer Orgelbaubetrieb unter der damaligen Leitung von Ernst Röver. Der Spieltisch verfügt über zwei Manuale und Pedal. Die mehrfach umgebaute Orgel verfügt heute über 30 Register, Koppeln sind I/P, II/P; MK I/II; feste Registraturen sind {\displaystyle p}, {\displaystyle mf}, {\displaystyle f} sowie Tutti per Knopfdruck. Die Orgel verfügt über eine pneumatische Traktur. Der Orgelprospekt stammt noch von der 1848 gebauten Vorgängerorgel Johann Friedrich Schulzes aus Paulinzella.

## Glocken
Von den einst mindestens fünf Läuteglocken sind zwei übriggeblieben. Die große, 1290 gegossene Magdalenenglocke wurde im Jahre 1873 neu gegossen und im Ersten Weltkrieg vernichtet. Die verbliebenen beiden Kirchenglocken hängen im mittelalterlichen Holzglockenstuhl. Die große Glocke von 1333 ist die älteste datierte der Stadt – und eine der ältesten Sachsen-Anhalts – und zeigt vier seltene Glocken-Ritzzeichnungen von hoher Qualität. Außerdem hängen im Saigertürmchen am Helm des Nordturmes eine Glocke für die Viertelschläge und eine Schale für die vollen Stunden.
| Glocke                  | Gussjahr | Durchmesser (mm) | Masse (kg, ca.) | Schlagton  |
| Große Glocke            | 1333     | 1.603            | 3.000           | d1 +3/16   |
| Silber- oder Taufglocke | 1467     | 1.170            | 1.300           | fis1 +2/16 |
| Stundenglocke           | 1516     | 974              | 300             | ais1       |
| Viertelstundenglocke    | 15. Jh.  | 365              | 27              | cis3       |

### Glocken-Ritzzeichnungen
Einige Glocken haben seltene, kunsthistorisch bedeutsame Glockenritzzeichnungen, die in einem Werk der Kunsthistorikerin Ingrid Schulze gewürdigt werden.

## Galerie

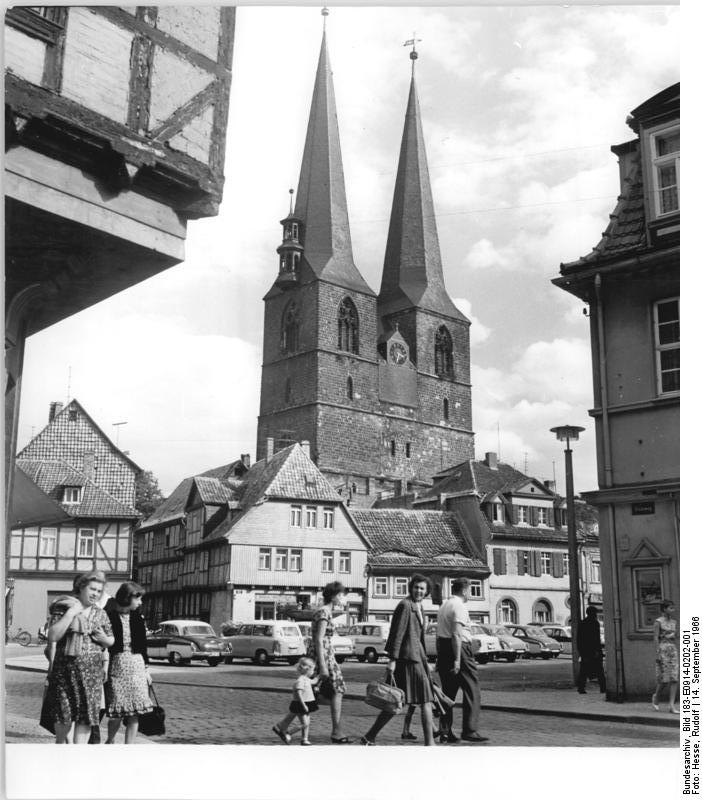
St. Nikolai vom Mathildenbrunnen (1966)
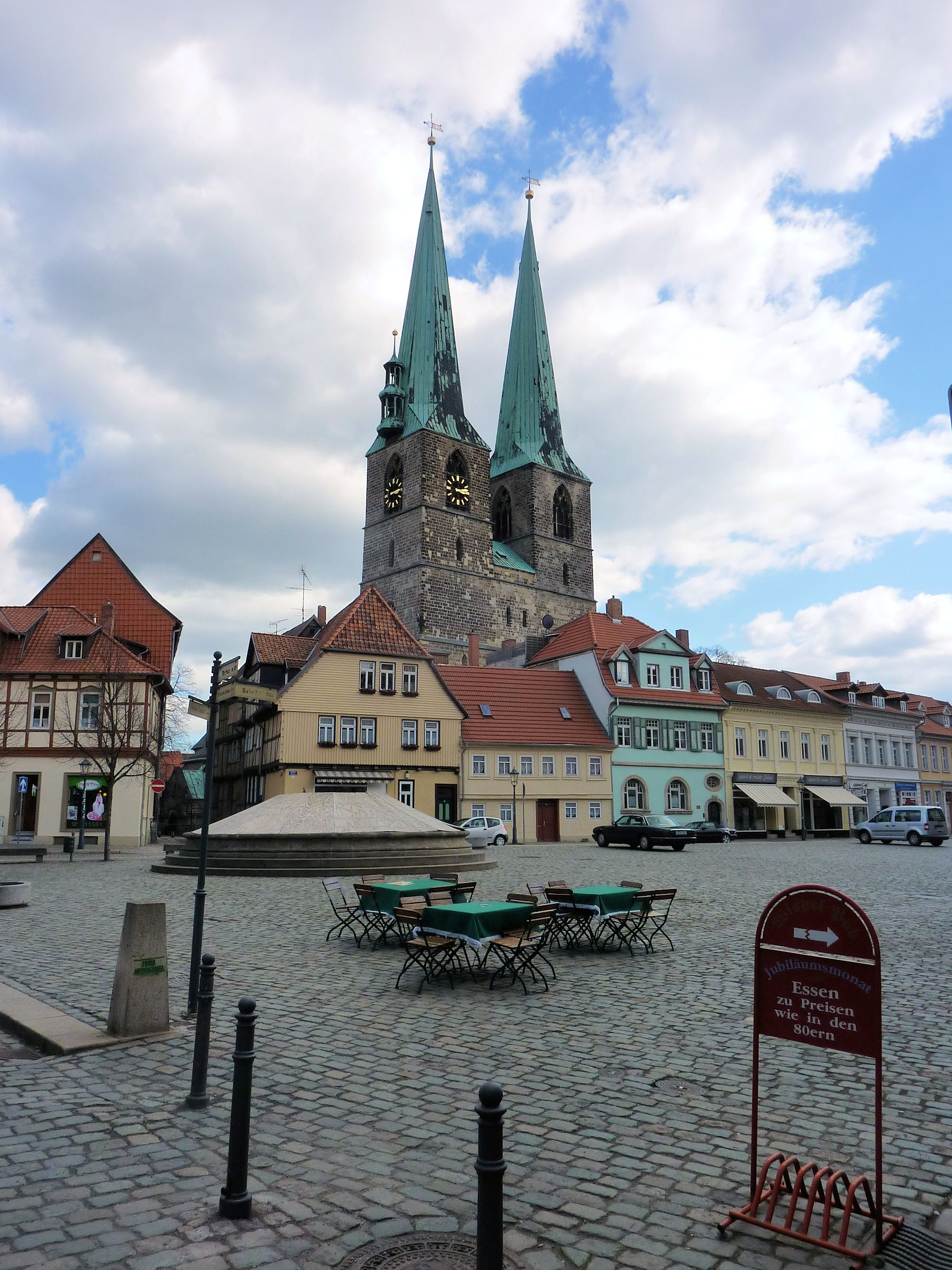
St. Nikolai vom Mathildenbrunnen (2015)
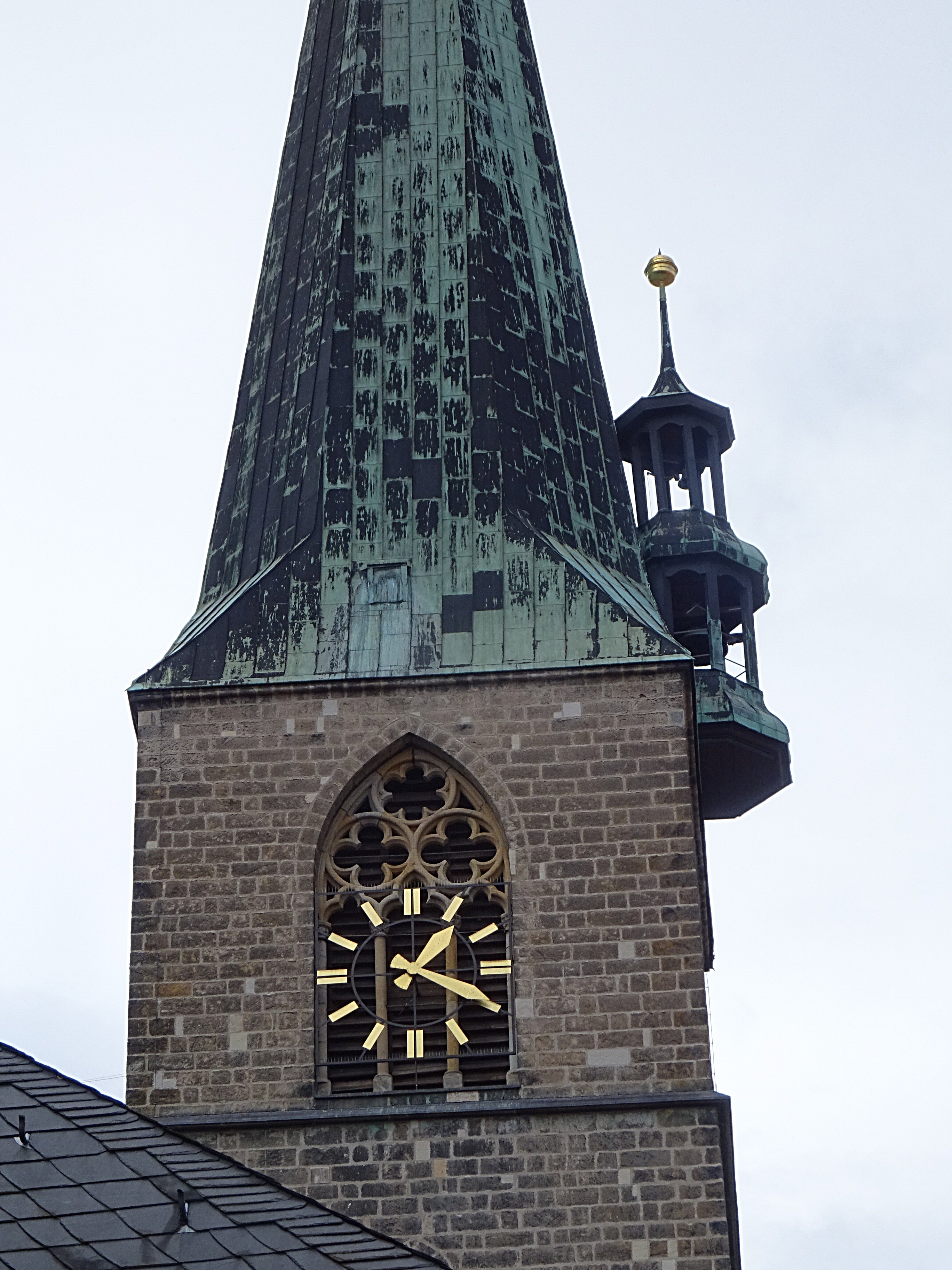
Saigertürmchen mit dem Schlagwerk für die Turmuhr
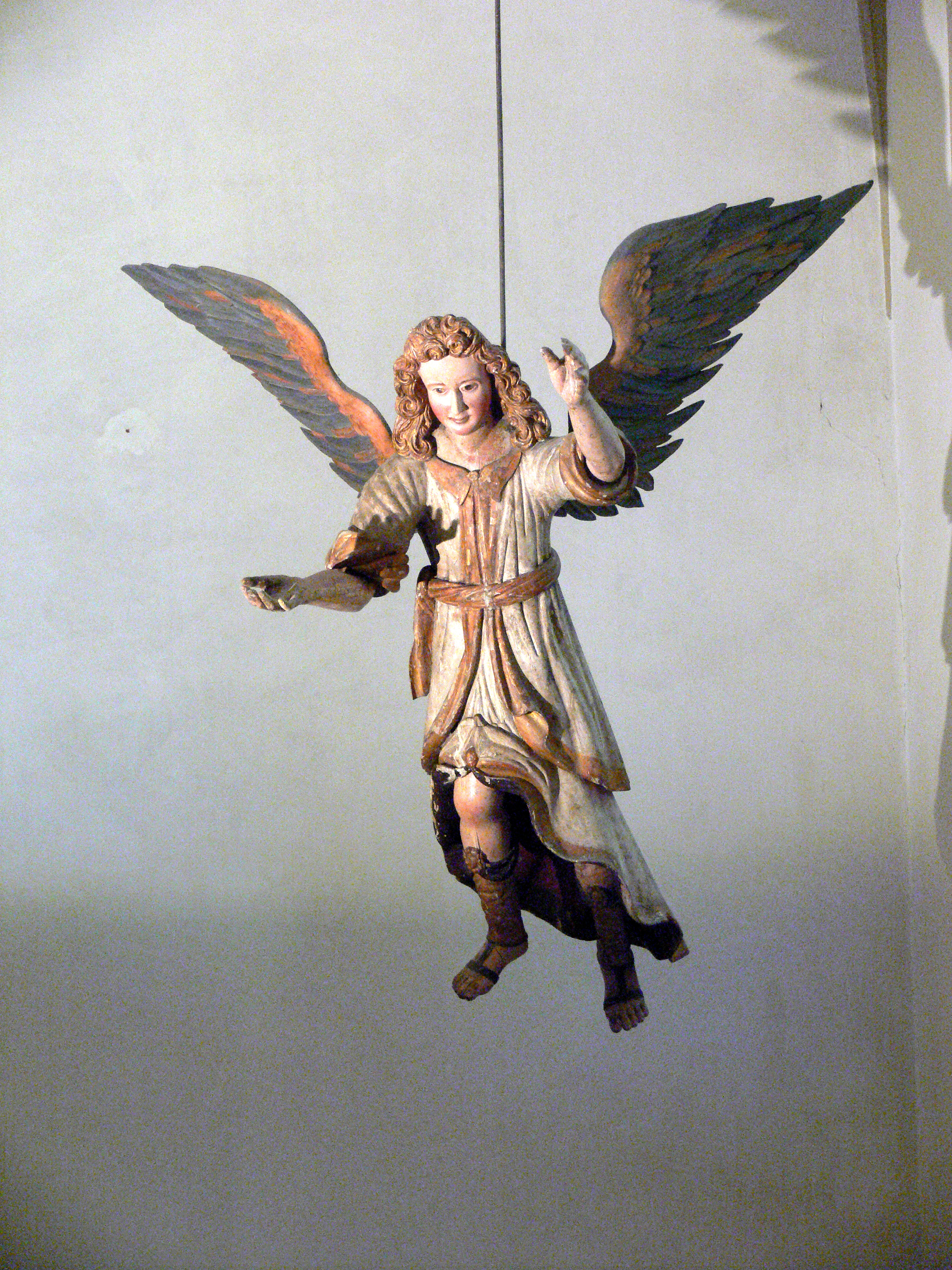
Taufengel (1696) über Taufstein (südliches Seitenschiff)
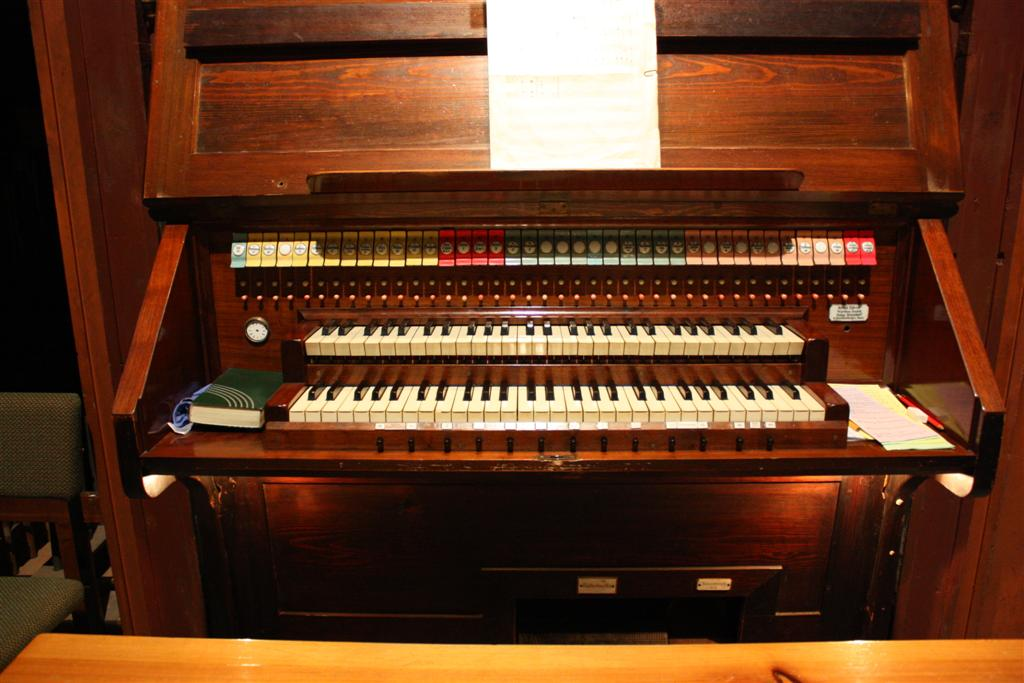
Orgelspieltisch
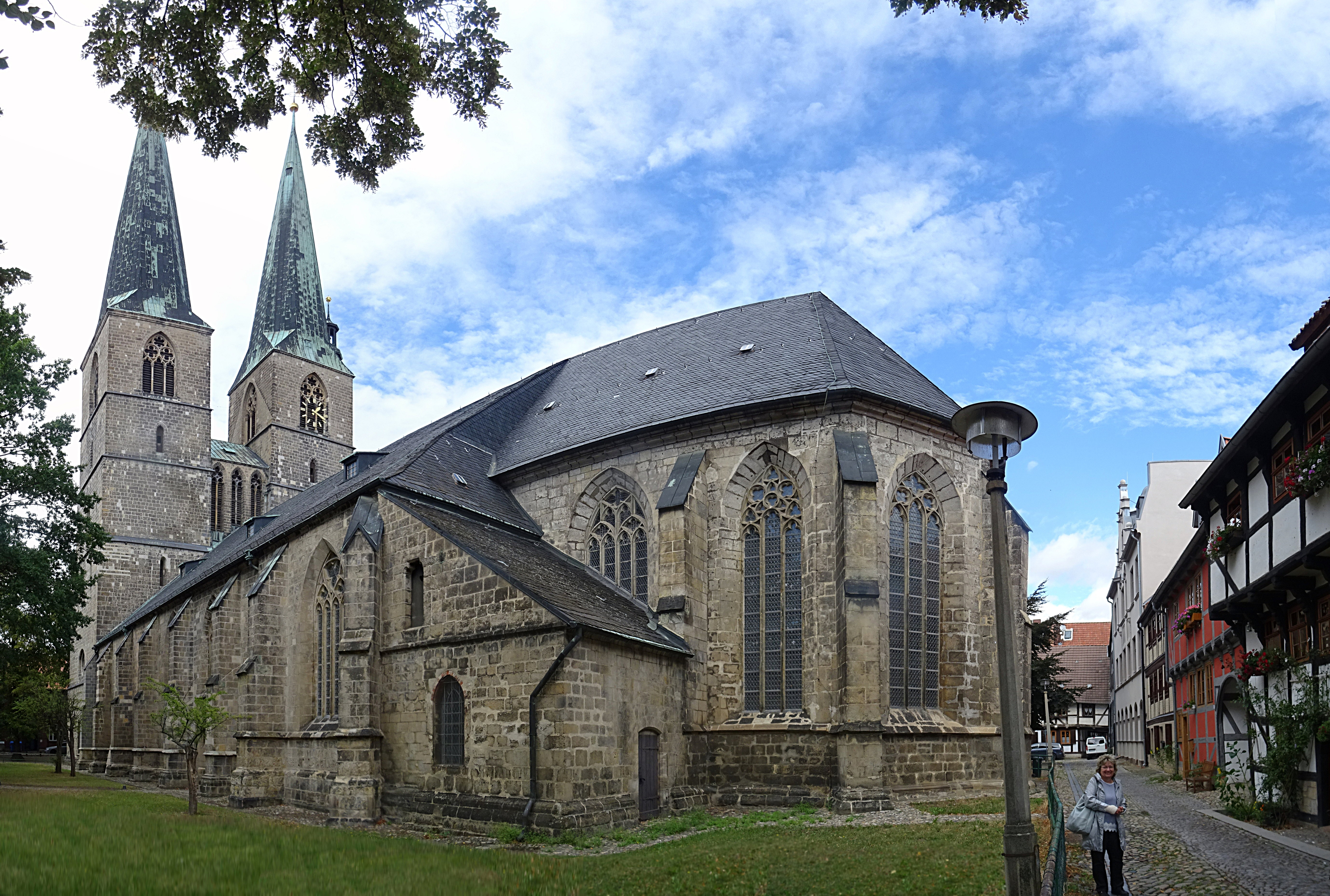
Ansicht von Süden

## Oberpfarrer
- 1539–1542: Marcus Scultetus
- 1542–1553: Johannes Botho
- 1553–1565: Andreas Ernst
- 1565–1593: Marcus Scultetus
- 1593–1599: Johann Arndt (1590?)
- 1599–1613: Bartholdus Valstein
- 1613–1626: Johannes Steuerwald
- 1626–1634: Christian Fessel
- 1635–1636: Nikolaus Meißner
- 1637–1663: Seth Calvisius I.
- 1664–1676: Christoph Bencke
- 1677–1684: Sethus Calvisius der Jüngere
- 1686–1719: Albert Meinecke
- 1719–1723: Joachim Quenstedt
- 1723–1731: Justus Jacobus Schulze
- 1732–1733: Georg Heinrich Riebow
- 1733–1756: Caspar Julius Wunderlich
- 1756–1773: Johann August Meermann
- 1773–1780: Johann Jakob Rambach
- 1780–1799: Johann August Hermes
- 1799–1805: Johann Andreas Hasse
- 1806–1824: Johann Albert Christian Schwalbe
- 1824–1833: Karl Gerhard Haupt
- 1834–1840: Johann August Wilhelm Besser
- 1841–1846: Karl Rohde
- 1847–1881: Heinrich Ferdinand Theune
- 1882–1904: Karl Erbstein
- 1905–1925: Martin Klewitz
- 1925–1950: Willi Meyer
- 1950–1952: Günter Baron
- 1952–1969: Gerhard Müller
- 1970–1985: Horst Hofmann
- 1985–1991: Johannes Schulz
- 1991–: Peter Heyroth